# Instant obitelj (2018.)
Instant obitelj (eng. Instant Family), američka komedija iz 2018. Radnja se vrti oko mladog bračnog para koji odluči usvojiti troje djece.

## Radnja
Pete i Ellie su bračni par koji imaju sve u životu, osim djece. Stoga se odluče na drastičan korak: usvajanje. Odlaze u socijalnu ustanovu gdje ih vode djelatnice Karen i Sharon te im objasne da moraju naći dijete koje ih zanima. Pete i Ellie upoznaju nekoliko djece, nakon čega odluče otići do tinejdžera, koje rijetko usvajaju. Lizzy im kaže da zna da ih nitko neće uzeti, čime zadivi Ellie koja razmišlja o tome da je usvoji. Karen i Sharon im otkriju da je njihova majka narkomanka koja je zapalila kuću, te da Lizzy ima brata i sestru: Juana i Litu. Organiziraju im upoznavanje koje ne završi dobro pa se Pete i Ellie preispituju, ali se odluče na taj hrabar korak nakon što ih ostatak obitelji ismije tijekom večere na Dan zahvalnosti.
Lizzy, Juan i Lita započinju živjeti s Wagnerovima. Međutim, uskoro nastaju nevolje: Lita želi jesti samo krumpirov čips, Juan je osjetljiv, a Lizzy ohola i drska. Pete i Ellie posjećuju grupe podrške, a novi problemi nastaju s bakom Sandy koja odvede djecu u zabavni park. Lizzy ode s prijateljicama u kino i ostane predugo, a na povratku se izvuče poklonivši baki majicu. Iako Lizzy ostaje hladna, Juan i Lita se zbližavaju s Wagnerovima: Lita nazove Petea "tatom" nakon što joj popravi lutku, a Juan nazove Ellie "mamom" nakon što ga utješi u vezi noćne more. Međutim, otkriva se da je njihova majka Carla izašla iz zatvora i da se želi ponovno ujediniti s djecom. Wagnerovi prosvjeduju u socijalnoj ustanovi, ali Sharon im kaže da je cilj sustava očuvati obitelj.
Nove nevolje nastaju kad se otkrije da je Lizzy slala gole sebiće svom dečku Jacobu te da je on slao svoje njoj. Wagnerovi odlaze u školu gdje napadnu odlikaša Charlieja zamijenivši ga za Jacoba, a nakon susreta s pravim Jacobom pretuku ga te svo troje završe u policijskoj postaji, a Lita i Juan ostanu sami u automobilu. Nakon toga vrijeme je za sudsku raspravu gdje sudac čita Lizzynu izjavu o Ellienim nedjelima. Ellie pokuša pročitati svoju izjavu, ali sudac joj ne dopusti. Svi su nesretni kad shvate da će se morati rastati, osim Lizzy.
Međutim, idućeg jutra socijalne radnice otkrivaju da Carla nije došla na sastanak i da se opet drogira. Svi su sretni osim Lizzy koja razočarana odlazi, ali se pomiri s Wagnerovima kad shvati da je vole. Četiri mjeseca kasnije, obitelj se nalazi na sudu gdje sudac, na sveopće veselje, službeno proglašava Lizzy, Juana i Litu članovima obitelji Wagner.

## Uloge
- Mark Wahlberg kao Pete Wagner
- Rose Byrne kao Ellie Wagner
- Isabela Merced kao Lizzy
- Gustavo Escobar kao Juan
- Julianna Gamiz kao Lita
- Octavia Spencer kao Karen
- Tig Notaro kao Sharon
- Tom Segura kao Russ
- Allyn Rachel kao Kim
- Britt Rentschler kao Linda
- Jody Thompson kao Jim